# Crocus ancyrensis
Crocus ancyrensis là một loài thực vật có hoa trong họ Diên vĩ. Loài này được (Herb.) Maw miêu tả khoa học đầu tiên năm 1881.